# Cat Whitehill
Catherine Reddick Whitehill (nascida Catherine Anne Reddick), mais conhecida como Cat Whitehill (Richmond, 10 de fevereiro de 1982), é uma futebolista estadunidense que atua como zagueira. Atualmente, joga pelo Washington Freedom.